# 10.000 meter (schaatsen)
De 10.000 meter is een officiële schaatsafstand in wedstrijden voor de mannen en een officieuze voor vrouwen bij het langebaanschaatsen, en een van de lange afstanden. 
Er wordt in tweetallen gestart die gelijk beginnen aan de startlijn, waarna men vijfentwintig volle rondes van 400 meter moet afleggen.

## Huidige wereldrecords
|         | Schaats(st)er     | Land     | Tijd     | Datum      | Baan    |
| ------- | ----------------- | -------- | -------- | ---------- | ------- |
| Mannen  | Davide Ghiotto    | Italië   | 12.25,69 | 26-01-2025 | Calgary |
| Vrouwen | Martina Sáblíková | Tsjechië | 13.48,33 | 15-03-2007 | Calgary |

## De snelste tien ritten op de 10.000 meter
| Mannen (bijgewerkt t/m 25 januari 2025) |                        |           |          |            |                |
| Nr.                                     | Naam                   | Land      | Tijd     | Datum      | Baan           |
| 1.                                      | Davide Ghiotto         | Italië    | 12.25,69 | 26-01-2025 | Calgary        |
| 2.                                      | Nils van der Poel      | Zweden    | 12.30,74 | 11-02-2022 | Beijing        |
| 3.                                      | Nils van der Poel (#2) | Zweden    | 12.32,95 | 14-02-2021 | Heerenveen     |
| 4.                                      | Ted-Jan Bloemen        | Canada    | 12.33,75 | 17-12-2022 | Calgary        |
| 5.                                      | Graeme Fish            | Canada    | 12.33,86 | 14-02-2020 | Salt Lake City |
| 6.                                      | Patrick Roest          | Nederland | 12.35,20 | 28-12-2020 | Heerenveen     |
| 7.                                      | Davide Ghiotto         | Italië    | 12.35,96 | 12-01-2025 | Heerenveen     |
| 8.                                      | Ted-Jan Bloemen (#2)   | Canada    | 12.36,30 | 21-11-2015 | Salt Lake City |
| 9.                                      | Jorrit Bergsma         | Nederland | 12.37,72 | 28-12-2020 | Heerenveen     |
| 10.                                     | Metoděj Jílek          | Tsjechië  | 12.37,81 | 25-1-2025  | Calgary        |

| Vrouwen (bijgewerkt t/m 28 december 2020) |                        |           |          |            |            |
| Nr.                                       | Naam                   | Land      | Tijd     | Datum      | Baan       |
| 1.                                        | Martina Sáblíková      | Tsjechië  | 13.48,33 | 15-03-2007 | Calgary    |
| 2.                                        | Martina Sáblíková (#2) | Tsjechië  | 14.08,28 | 23-03-2006 | Calgary    |
| 3.                                        | Clara Hughes           | Canada    | 14.19,73 | 11-03-2005 | Calgary    |
| 4.                                        | Gunda Niemann          | Duitsland | 14.22,60 | 27-03-1994 | Calgary    |
| 5.                                        | Carien Kleibeuker      | Nederland | 14.35,61 | 13-03-2018 | Heerenveen |
| 6.                                        | Carla Zijlstra         | Nederland | 14.39,22 | 16-03-1997 | Calgary    |
| 7.                                        | Carien Kleibeuker (#2) | Nederland | 14.39,76 | 24-03-2006 | Heerenveen |
| 8.                                        | Mari Hemmer            | Noorwegen | 14.47,49 | 20-03-2009 | Calgary    |
| 9.                                        | Mari Hemmer (#2)       | Noorwegen | 14.50,52 | 14-03-2008 | Calgary    |
| 10.                                       | Mari Hemmer (#3)       | Noorwegen | 14.50,98 | 15-03-2007 | Calgary    |

|  | = gestopt als schaatser |